# Elektrownia jądrowa Cattenom

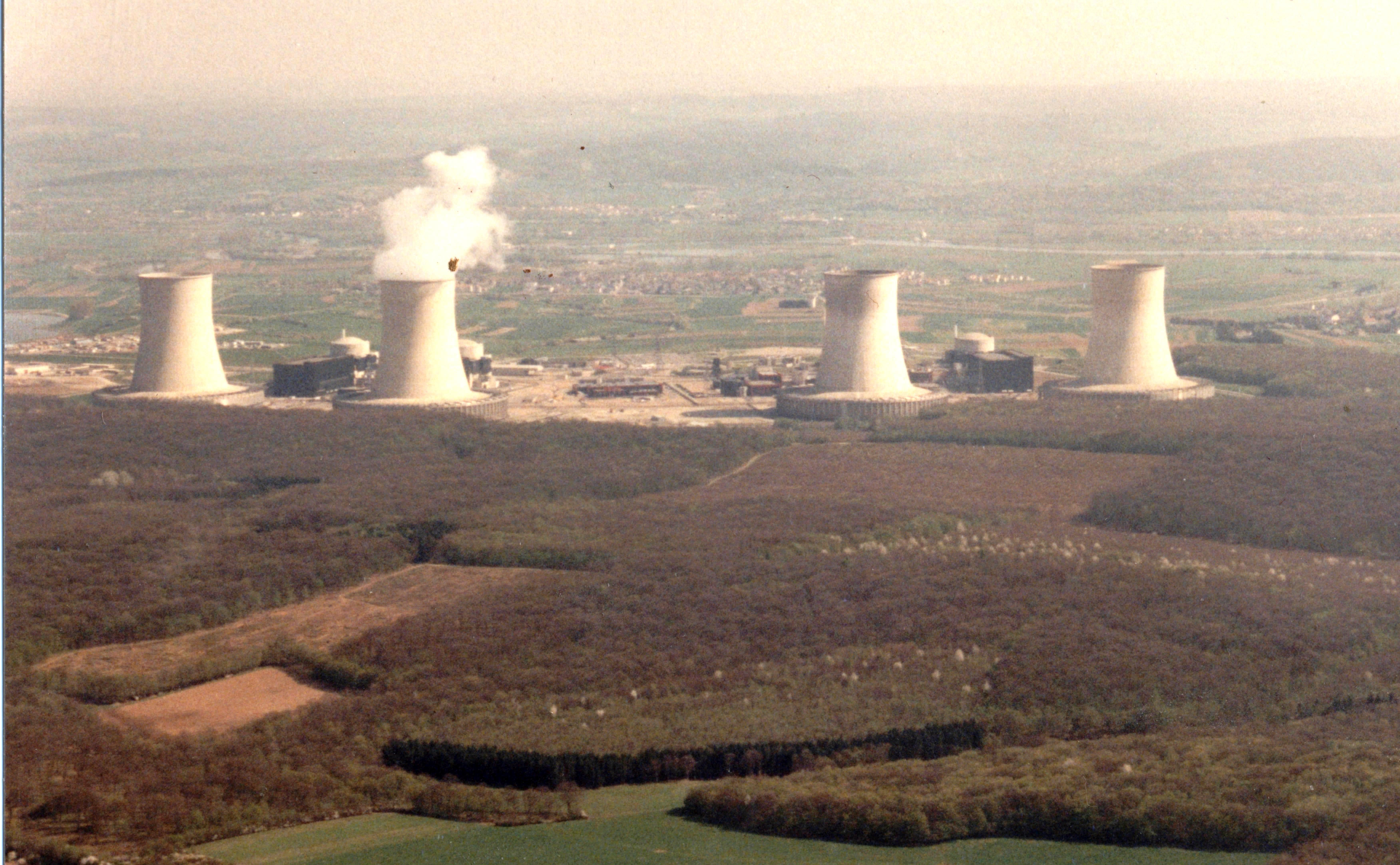
Elektrownia jądrowa Cattenom, rok 1991

Elektrownia jądrowa Cattenom (fr. Centrale Nucléaire de Cattenom) – francuska elektrownia jądrowa położona w sąsiedztwie miasteczka Cattenom, w regionie Lotaryngia, nad rzeką Mozelą. Elektrownia położona jest w niedużej odległości od Luksemburga (35 km), Metz (40 km) i Trewiru (80 km). Elektrownia posiada cztery bloki energetyczne. Operatorem jest Électricité de France. Elektrownię budowały firmy GTM i Spie Batignolles.

## Elektrownia
Elektrownia zatrudnia około 1200 pracowników. 
Do studzenia wody chłodzącej reaktory używa się 4 kominów chłodniczych, zużywających rocznie około 890 mln m³ wody z Mozeli. Dodatkowo stworzono dwa rezerwuary wody, jezioro Mirgenbach i zbiornik w dolinie Pierre-Percée. Utworzenie tego ostatniego spowodowało zalanie części Linii Maginota, Ouvrage Kobenbusch.

## Bezpieczeństwo
W czerwcu 2013 roku doszło do pożarów transformatorów w blokach nr 1 (7 czerwca) i nr 3 (11 czerwca). W przypadku tego pierwszego doszło do automatycznego wyłączenia się reaktora.
12 marca 2008 jeden z pracowników elektrowni otrzymał jednorazowo 1/20 rocznej dozwolonej dawki promieniowania.
W marcu 2005 doszło do napromieniowania 8 pracowników elektrowni.
W trakcie fali upałów w 2003 roku zezwolono na zrzut wody bez chłodzenia do Mozeli. Jeden z takich zrzutów spowodował przekroczenie, dopuszczalnego decyzją prefekta, wzrostu temperatury wód rzeki o 0,7°C (wobec dopuszczalnego 1,5°C).
W marcu 2001 z powodu fałszywego alarmu ewakuowano 131 osób z bloku nr 3.

### Reaktory
| Nazwa bloku | Typ reaktora      | Producent | Rozpoczęcie budowy   | Stan krytyczny       | Włącz. do sieci   | Działalność komercyjna | Moc elektr. netto | Moc elektr. brutto | Moc termiczna |
| ----------- | ----------------- | --------- | -------------------- | -------------------- | ----------------- | ---------------------- | ----------------- | ------------------ | ------------- |
| Cattenom-1  | PWR (P4 REP 1300) | Framatome | 29 października 1979 | 24 października 1986 | 13 listopada 1986 | 1 kwietnia 1987        | 1300 MW           | 1362 MW            | 3817 MW       |
| Cattenom-2  | PWR (P4 REP 1300) | Framatome | 28 lipca 1980        | 7 sierpnia 1987      | 17 września 1987  | 1 lutego 1988          | 1300 MW           | 1362 MW            | 3817 MW       |
| Cattenom-3  | PWR (P4 REP 1300) | Framatome | 15 czerwca 1982      | 16 lutego 1990       | 6 lipca 1990      | 1 lutego 1991          | 1300 MW           | 1362 MW            | 3817 MW       |
| Cattenom-4  | PWR (P4 REP 1300) | Framatome | 28 września 1983     | 4 maja 1991          | 27 maja 1991      | 1 stycznia 1992        | 1300 MW           | 1362 MW            | 3817 MW       |